# Sardascht (Verwaltungsbezirk)
Sardascht (persisch شهرستان سردشت, DMG Šahrestān-e Sardašt) ist ein Schahrestan in der Provinz West-Aserbaidschan im Iran. Er ist nach dem Sitz dieses Verwaltungsbezirks, der Stadt Sardascht, benannt. 

## Demografie
Bei der Volkszählung 2016 betrug die Einwohnerzahl des Schahrestan 118.849. Die Alphabetisierung lag bei 78 Prozent der Bevölkerung. Knapp 57 Prozent der Bevölkerung lebten in urbanen Regionen.
| Zensusjahr | Einwohnerzahl |
| ---------- | ------------- |
| 2011       | 111.590       |
| 2016       | 118.849       |